# Braach
Braach ist ein Stadtteil von Rotenburg an der Fulda im osthessischen im Landkreis Hersfeld-Rotenburg.

## Geographische Lage
Der Ort liegt an der Fulda. Durch den Ort verläuft die Landesstraße 3208, nördlich am Ort vorbei führt die Bundesstraße 83.

## Geschichte

### Ortsgeschichte
Die älteste bekannte schriftliche Erwähnung von Braach unter dem Namen Bracho im Güterverzeichnis Breviarium Sancti Lulli der Reichsabtei Hersfeld wird in die Zeit 769–775 datiert. Im Jahr 1502 wurde der Ort neben Seifertshausen als Gerichtsort im Untergericht des hessischen Amts Rotenburg genannt.
1967 wurde der Ort Bundessieger im Wettbewerb: „Unser Dorf soll schöner werden“.
Hessische Gebietsreform (1970–1977)
Zum 31. Dezember 1971 wurde, im Zuge der Gebietsreform in Hessen, die bis dahin selbständige Gemeinde Braach auf freiwilliger Basis in die Stadt Rotenburg an der Fulda eingegliedert. Für Braach, wie für die übrigen Stadtteile von Rotenburg an der Fulda, wurde ein Ortsbezirk eingerichtet.

### Verwaltungsgeschichte im Überblick
Die folgende Liste zeigt die Staaten und Verwaltungseinheiten, denen Braach angehört(e):
- vor 1567: Heiliges Römisches Reich, Landgrafschaft Hessen, Niederhessen, Amt Rotenburg
- ab 1567: Heiliges Römisches Reich Landgrafschaft Hessen-Kassel, Niederhessen, Amt Rotenburg
  - 1627–1834: Landgrafschaft Hessen-Rotenburg (sogenannte Rotenburger Quart), teilsouveränes Fürstentum unter reichsrechtlicher Oberhoheit der Landgrafschaft Hessen-Kassel bzw. des Kurfürstentums Hessen
- 1807–1813: Königreich Westphalen, Departement der Werra, Distrikt Hersfeld, Kanton Rotenburg
- ab 1815: Kurfürstentum Hessen, Rotenburger Quart, Amt Rotenburg[7]
- ab 1821/22: Kurfürstentum Hessen, Provinz Niederhessen, Kreis Rotenburg[8][Anm. 2]
- ab 1848: Kurfürstentum Hessen, Bezirk Hersfeld
- ab 1851: Kurfürstentum Hessen, Provinz Niederhessen, Kreis Rotenburg
- ab 1867: Königreich Preußen, Provinz Hessen-Nassau, Regierungsbezirk Kassel, Kreis Rotenburg
- ab 1871: Deutsches Reich, Königreich Preußen, Provinz Hessen-Nassau, Regierungsbezirk Kassel, Kreis Rotenburg
- ab 1918: Deutsches Reich, Freistaat Preußen, Provinz Hessen-Nassau, Regierungsbezirk Kassel, Kreis Rotenburg
- ab 1944: Deutsches Reich, Freistaat Preußen, Provinz Kurhessen, Landkreis Rotenburg
- ab 1945: Deutsches Reich, Amerikanische Besatzungszone, Groß-Hessen, Regierungsbezirk Kassel, Landkreis Rotenburg
- ab 1946: Deutsches Reich, Amerikanische Besatzungszone, Hessen, Regierungsbezirk Kassel, Landkreis Rotenburg
- ab 1949: Bundesrepublik Deutschland, Hessen, Regierungsbezirk Kassel, Landkreis Rotenburg
- ab 1972: Bundesrepublik Deutschland, Hessen, Regierungsbezirk Kassel, Landkreis Hersfeld-Rotenburg, Stadt Rotenburg an der Fulda

### Bevölkerung
Einwohnerstruktur 2011
Nach den Erhebungen des Zensus 2011 lebten am Stichtag 9. Mai 2011 in Braach 159 Einwohner. Darunter waren 3 (1,9 %) Ausländer.
Nach dem Lebensalter waren 27 Einwohner unter 18 Jahren, 66 zwischen 18 und 49, 33 zwischen 50 und 64 und 33 Einwohner waren älter. Die Einwohner lebten in 66 Haushalten. Davon waren 15 Singlehaushalte, 18 Paare ohne Kinder und 21 Paare mit Kindern, sowie 9 Alleinerziehende und 3 Wohngemeinschaften. In 12 Haushalten lebten ausschließlich Senioren/-innen und in 45 Haushaltungen leben keine Senioren/-innen.
Einwohnerentwicklung
Quelle: Historisches Ortslexikon
- 1585: 67 Haushaltungen
- 1747: 70 Haushaltungen

| Braach: Einwohnerzahlen von 1834 bis 2011 | Braach: Einwohnerzahlen von 1834 bis 2011 | Braach: Einwohnerzahlen von 1834 bis 2011 | Braach: Einwohnerzahlen von 1834 bis 2011 | Braach: Einwohnerzahlen von 1834 bis 2011 |
| --- | ----------------------------------------- | ----------------------------------------- | ----------------------------------------- | ----------------------------------------- |
| Jahr |                                           |                                           |                                           | Einwohner                                 |
| 1834 | 1834                                      |                                           | 619                                       | 619                                       |
| 1840 | 1840                                      |                                           | 641                                       | 641                                       |
| 1846 | 1846                                      |                                           | 614                                       | 614                                       |
| 1852 | 1852                                      |                                           | 595                                       | 595                                       |
| 1858 | 1858                                      |                                           | 556                                       | 556                                       |
| 1864 | 1864                                      |                                           | 586                                       | 586                                       |
| 1871 | 1871                                      |                                           | 497                                       | 497                                       |
| 1875 | 1875                                      |                                           | 506                                       | 506                                       |
| 1885 | 1885                                      |                                           | 494                                       | 494                                       |
| 1895 | 1895                                      |                                           | 466                                       | 466                                       |
| 1905 | 1905                                      |                                           | 496                                       | 496                                       |
| 1910 | 1910                                      |                                           | 495                                       | 495                                       |
| 1925 | 1925                                      |                                           | 510                                       | 510                                       |
| 1939 | 1939                                      |                                           | 532                                       | 532                                       |
| 1946 | 1946                                      |                                           | 828                                       | 828                                       |
| 1950 | 1950                                      |                                           | 807                                       | 807                                       |
| 1956 | 1956                                      |                                           | 690                                       | 690                                       |
| 1961 | 1961                                      |                                           | 695                                       | 695                                       |
| 1967 | 1967                                      |                                           | 698                                       | 698                                       |
| 1970 | 1970                                      |                                           | 720                                       | 720                                       |
| 1980 | 1980                                      |                                           | ?                                         | ?                                         |
| 1990 | 1990                                      |                                           | ?                                         | ?                                         |
| 2001 | 2001                                      |                                           | 1.002                                     | 1.002                                     |
| 2011 | 2011                                      |                                           | 960                                       | 960                                       |
| Datenquelle: Historisches Gemeindeverzeichnis für Hessen: Die Bevölkerung der Gemeinden 1834 bis 1967. Wiesbaden: Hessisches Statistisches Landesamt, 1968. Weitere Quellen: LAGIS; Zensus 2011 |                                           |                                           |                                           |                                           |

 Historische Religionszugehörigkeit
| • 1885: | 487 evangelische (= 98,58 %), 7 katholische (= 1,42 %) Einwohner  |
| • 1961: | 630 evangelische (= 90,65 %), 63 katholische (= 9,06 %) Einwohner |

## Politik
Für den Stadtteil Braach besteht ein Ortsbezirk mit Ortsbeirat und Ortsvorsteher nach der Hessischen Gemeindeordnung. Er umfasst das Gebiet der ehemaligen Gemeinde Braach.
Der Ortsbeirat besteht aus sieben Mitgliedern. Bei den Kommunalwahlen in Hessen 2021 betrug die Wahlbeteiligung zum Ortsbeirat 62,86 %. Alle Kandidaten gehörten der „Wählergemeinschaft Braach“ an. Der Ortsbeirat wählte Jochen Freitag zum Ortsvorsteher.

## Wappen
Das Wappen wurde am 17. Mai 1955 durch das Hessische Innenministerium genehmigt.
| Wappen von Braach | Blasonierung: „In Blau ein silberner mit einem roten Patriarchenkreuz belegter Pfahl, beiderseits von je drei silbernen Lindenblättern begleitet (1:1:1).“ |
| Wappen von Braach | |

Das Patriarchenkreuz ist eine Referenz auf das Fürstentum Hersfeld bzw. die Abtei Hersfeld.

## Kultur und Sehenswürdigkeiten
Für die unter Denkmalschutz stehenden Kulturdenkmale des Ortes siehe die Liste der Kulturdenkmäler in Braach.
- Viele Vereine bieten Freizeitmöglichkeiten für die Einwohner.
- Seit vielen Jahrhunderten besteht eine evangelische Kirche, deren Gebäude 1134 erstmals renoviert wurde. Vom ehemaligen Friedhof bei der Kirche zeugen fünf barocke Grabsteine mit bemerkenswerten Inschriften.[13] Zur Pfarrgemeinde gehören auch Baumbach und Atzelrode.
- Der Kunst-, Handwerker- und Bauernmarkt findet seit 1995 jedes letzte Wochenende in den Monaten von Mai bis Oktober statt und nennt sich Kuckucksmarkt

## Infrastruktur
- In Braach gibt es eine städtische Kindertagesstätte.